# Mulambakwena
Mulambakwena is een dorp in het district North-East in Botswana. De plaats telt 974 inwoners (2011).